# شيباني (علي جمال)
شیباني (بالإنجليزية: Sheybani, South Khorasan)‏ هي مستوطنة تقع في إيران في قسم علي جمال الريفي. يقدر عدد سكانها بـ 29 نسمة .